# أميلي جكس
أميلي جكس (بالفرنسية: Amélie Gex) (24 أكتوبر 1835 - 16 يونيو 1883، شامبيري في فرنسا)؛ كاتِبة وشاعرة فرنسية.